# Проспект Сизова
Проспект Сизо́ва — проспект в Приморском районе Санкт-Петербурга. Меридиональная магистраль в исторических районах Комендантский аэродром и Озеро Долгое. Проходит от Богатырского проспекта до Парашютной улицы. Севернее Парашютной переходит в Репищеву улицу. Параллелен улицам Маршала Новикова и Байконурской.

## История
Проспект получил название 4 декабря 1974 года в память об Александре Александровиче Сизове (1913—1972), строителе, Герое Социалистического Труда, депутате Верховного Совета СССР, председателе исполкома Ленгорсовета в 1966—1972 годах. Фактически существует с середины 1980-х годов, первые жилые дома были введены в 1986 году. 
В 1987—1993 годах в состав проспекта Сизова входила часть Репищевой улицы от улицы Щербакова до 2-й Никитинской улицы.
В июле 2011 года было открыто движение по участку проспекта Сизова от Богатырского проспекта до проспекта Испытателей.
В июне 2013 года на доме 30 была торжественно открыта памятная доска в честь 100-летия А. А. Сизова.
В ноябре 2017 года в створ проспекта Сизова была выведена Полевая Сабировская улица.

## Пересечения
С юга на север (по увеличению нумерации домов) проспект Сизова пересекают следующие улицы:
- Богатырский проспект — проспект Сизова примыкает к нему;
- Туполевская улица — пересечение;
- проспект Испытателей — пересечение;
- проспект Королёва — пересечение;
- Парашютная улица — пересечение с переходом в Репищеву улицу.

## Транспорт
Ближайшая к проспекту Сизова станция метро — «Комендантский проспект» 5-й (Фрунзенско-Приморской) линии (кратчайшее расстояние — около 830 м по проспекту Испытателей). До станции «Пионерская» 2-й (Московско-Петроградской) линии по проспекту Испытателей около 1,4 км. От начала проспекта Сизова около 1,4 км по прямой до станции «Старая Деревня» 5-й линии, от конца — около 2 км по прямой до станции «Удельная» 2-й линии.
По участку проспекта Сизова от проспекта Королёва до Парашютной улицы проходят автобусные маршруты № 112, 170 и 237.
У пересечения проспекта Сизова с проспектом Испытателей с 1976 года располагается трамвайное кольцо «Байконурская улица».

## Общественно значимые объекты
- торговый комплекс[уточнить] «Юлмарт» (у примыкания к Богатырскому проспекту) — дом 2, литера А;
- гипермаркет «О'Кей» (у примыкания к Богатырскому проспекту) — Богатырский проспект, дом 13, литера А;
- кожно-венерологический диспансер № 4 Приморского района — дом 3;
- торговый центр «Metro» (у пересечения с Туполевской улицей) — Комендантский проспект, дом 3;
- торгово-развлекательный комплекс «Континент» (у пересечения с Туполевской улицей) — Байконурская улица, дом 14, литера А;
- ОАО «Ленгидропроект» (у пересечения с проспектом Испытателей) — проспект Испытателей, дом 22;
- универсам «О'кей-Экспресс» (у пересечения с проспектом Испытателей) — проспект Испытателей, дом 27, литера А;
- магазин «Строитель» (у пересечения с проспектом Испытателей) — проспект Испытателей, дом 29, корпус 1;
- профессиональный лицей «Приморский» — дом 15;
- профессиональный лицей № 50 — дом 17;
- универсам «Сезон» (у пересечения с проспектом Королёва) — дом 28;
- Специализированная детско-юношеская спортивная школа олимпийского резерва Приморского района (у пересечения с проспектом Королёва) — проспект Королёва, дом 23;
- гимназия № 42 — дом 32, корпус 3.

## Перспективы развития
Планируется выезд с проспекта Сизова на Комендантский проспект.
Существует возможность строительства трамвайной линии по разделительной полосе проспекта Сизова на участке от проспекта Испытателей до Парашютной улицы, с выходом её через Репищеву улицу на перспективное продолжение Шуваловского проспекта.